# ファンネルマーク
ファンネルマークは、船舶の煙突、ファンネルに描かれる海運会社など当該船舶の所有会社を表示するためのマーク。 なお、「ファンネル」とは煙突の意味。

## 概要
ファンネルマークは船舶を特徴づける構造物の一つである。軍艦などに見られるガスタービンエンジン船を除き、ディーゼルエンジン化された現代の船舶技術では、煙突をこれほど大きく造る必要はないが、ファンネルマークを描くため船体とのバランスに合わせた化粧煙突を取り付けている。
船舶会社や事業者ごとに様々なデザインが描かれているが、同系列の会社の場合は
同じデザイン
例: 商船三井と系列の商船三井フェリー、フェリーさんふらわあは同じ橙一色である。
同系の色を基調にしたデザイン
例: 商船三井が橙色を使用するのに対し、系列の名門大洋フェリーのファンネルマークの地色は赤色である。
似た模様
例: 日本郵船の子会社の近海郵船物流の場合、日本郵船の白地の煙突に2本の赤線が巻かれたデザインの後方部分を三角に切り欠いている。
などもある。

## 事故時の措置
国際的な慣習として、座礁・火災などの事故に際して当局の許可の下、ファンネルマークを塗りつぶす事がある。

## ファンネルマークの例
企業名をデザイン化したものなど、様々なデザインが使用されている。以下はその一例。

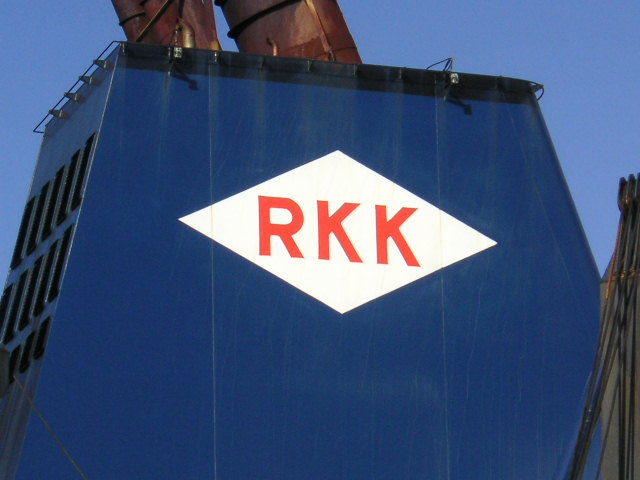
企業名の略称を表記した例（琉球海運）
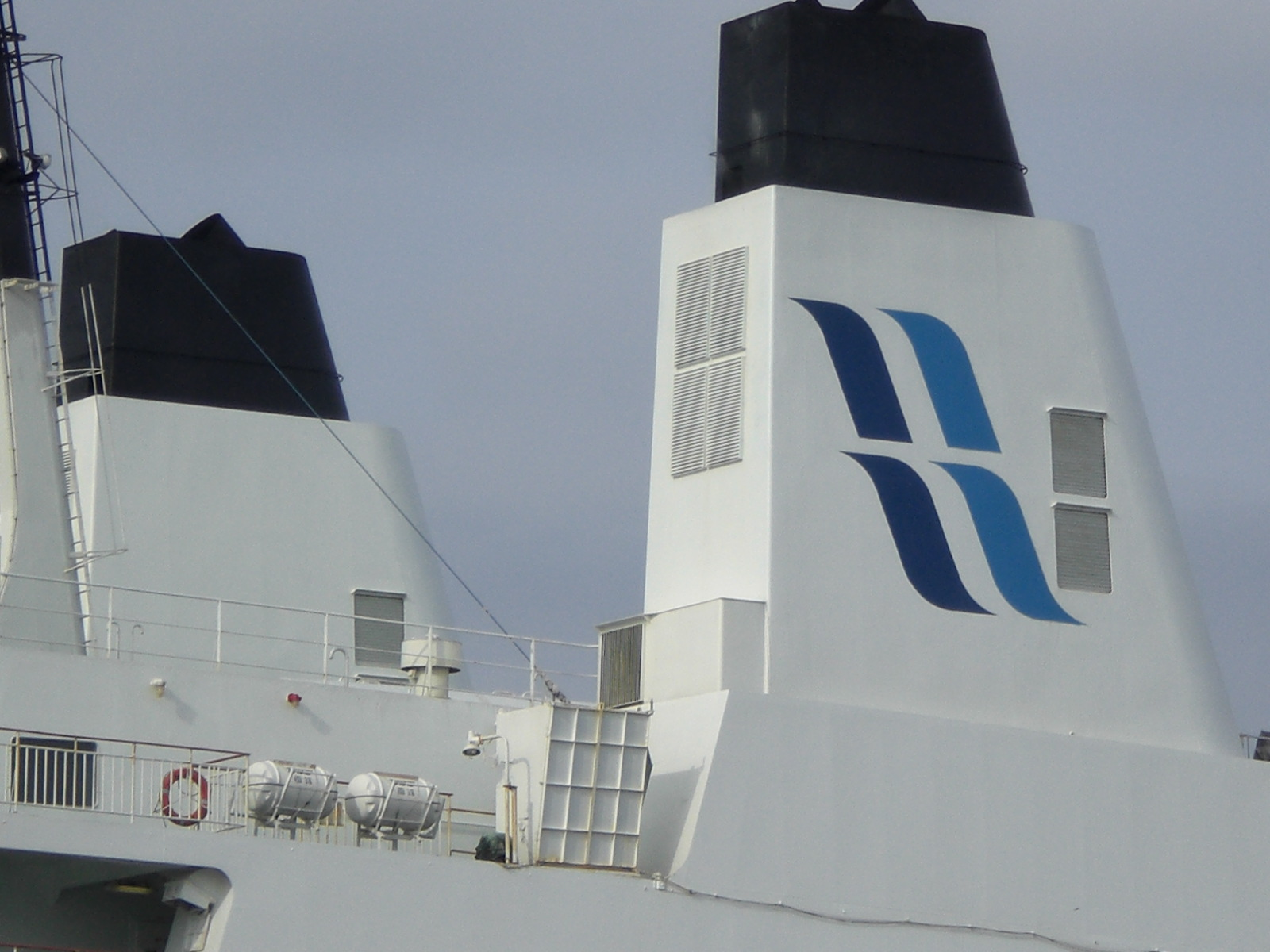
企業名の頭文字をデザイン化した例（東日本フェリー）
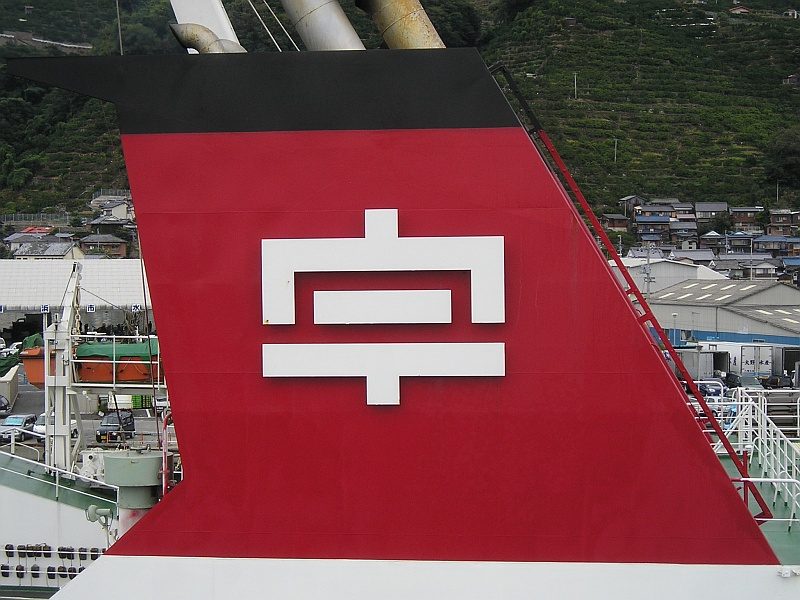
企業名の漢字を使用した例（宇和島運輸）
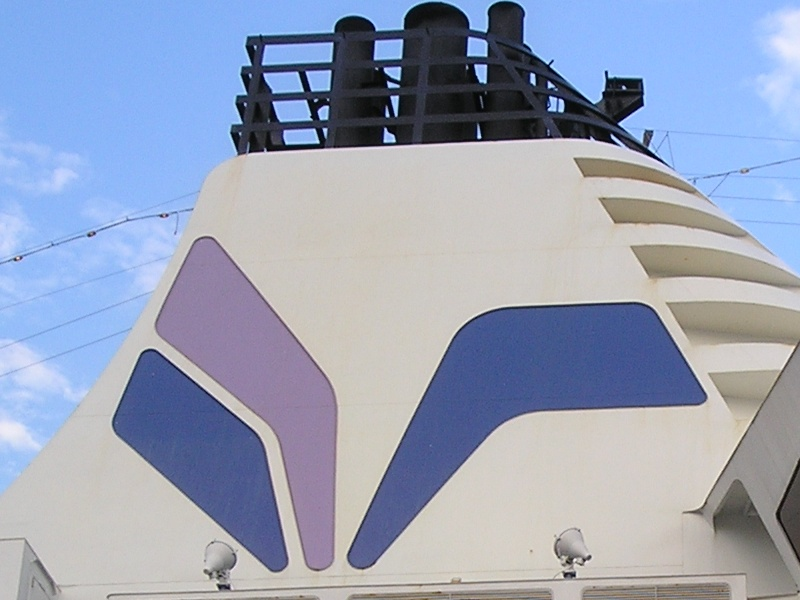
船名をデザイン化した例（日本クルーズ客船）
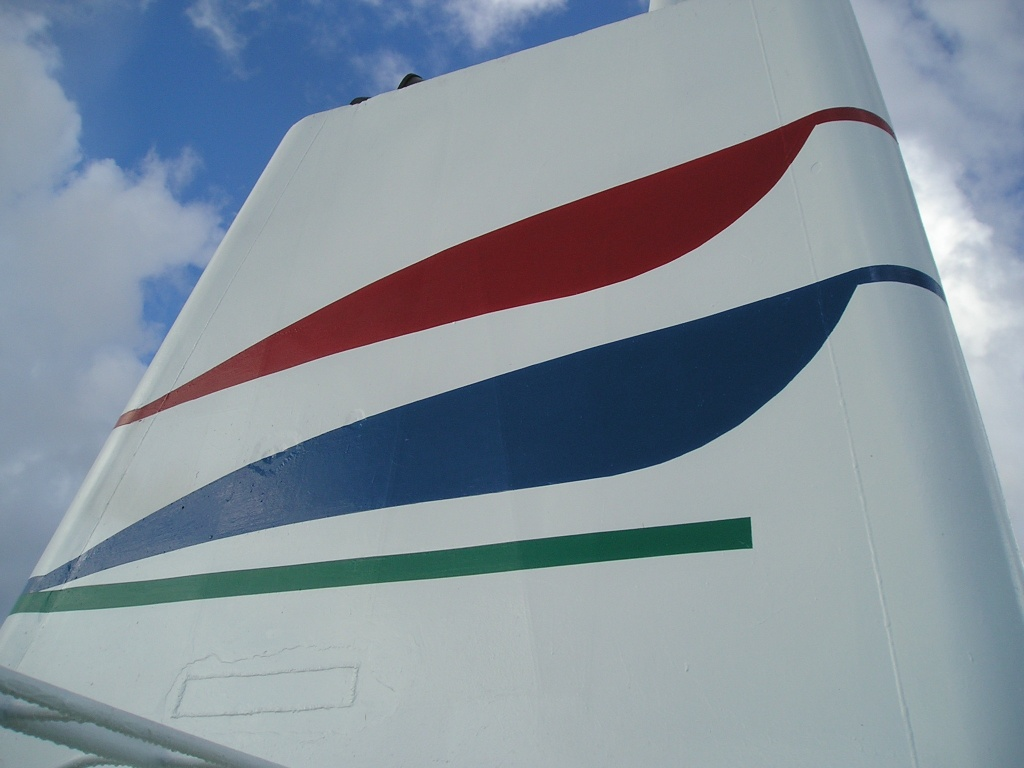
その他の例（伊豆諸島開発）
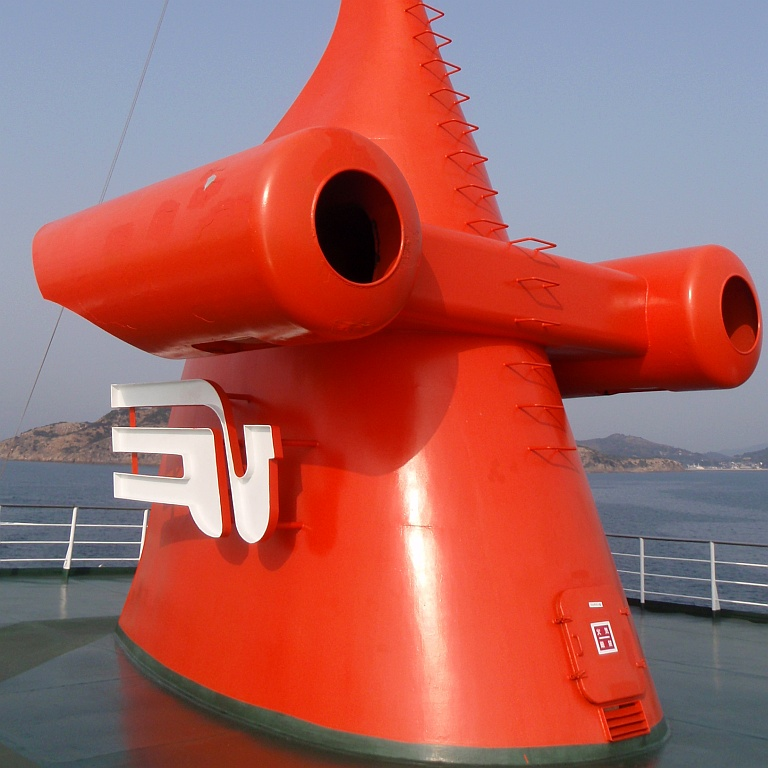
左右反転の例（四国フェリー）